# Jeanne-Marie Leprince de Beaumont
Jeanne-Marie Leprince de Beaumont nata Vaimboult (Rouen, 26 aprile 1711 – Chavanod, 8 settembre 1780) è stata una scrittrice francese, autrice di molti racconti diventati classici della letteratura dell'infanzia e della gioventù.
Jeanne-Marie Leprince di Beaumont è considerata come la prima autrice ad avere volontariamente adottato uno stile semplice realmente adeguato ai giovani lettori. Benché esprima la sua sfiducia verso i racconti che considera "perniciosi per i bambini", sono soprattutto queste sue opere a essere lette ancor oggi, in particolare la più famosa, La bella e la bestia.

## Biografia
Jeanne-Marie Leprince de Beaumont era la primogenita dello scultore Jean-Baptiste-Nicolas Le Prince e della sua seconda moglie Marie-Barbe Plantart. Alla morte di Marie-Barbe, quando Jeanne-Marie aveva 11 anni, il padre sposa Anne Gautier, da cui ebbe diversi figli, tra cui il pittore rococò Jean-Baptiste Le Prince. Jeanne-Marie lavorò come istitutrice presso la corte di Lorena, dove svolgeva funzioni di dama di compagnia e di insegnante di musica fino al suo matrimonio con Monsieur de Beaumont. Iniziò molto giovane la sua attività di scrittrice, dopo la separazione dal marito e l'annullamento del suo matrimonio, si trasferì quindi a Londra per esercitare il ruolo di governante ed istitutrice di Sophie Carteret, figlia di Lord Granville, diplomatico ed esponente politico di una certa levatura. A Londra fondò una rivista periodica, La Rivista degli adolescenti, in cui si trattavano temi letterari e scientifici e lezioni scolastiche per bambini.
Pubblicò il suo primo romanzo, Il trionfo della verità, nel 1748 a Nancy, dedicandolo al suocero del re Luigi XV, il re di Polonia Stanislao Leszczyński, in occasione di un suo soggiorno presso la corte di Lunéville.
Nel corso della sua vita scrisse in tutto una settantina di opere. La notorietà le venne grazie alla Rivista dei bambini, pubblicata nel 1757, che contiene la sua riduzione del racconto La bella e la bestia. Questo racconto era già stato pubblicato una prima volta in Francia nel 1740, nella versione di Gabrielle-Suzanne Barbot de Villeneuve, ma fu la versione di Jeanne-Marie Leprince a farlo diventare famoso ed è proprio su questa versione che si basano la maggior parte degli adattamenti successivi.
Risposatasi (ebbe sei figli dal nuovo matrimonio), rientrò definitivamente in Francia nel 1776, stabilendosi in Savoia dove trascorse gli ultimi anni di vita.

## Principali opere letterarie e saggi
- 1748 - Il trionfo della verità, ovvero Memorie del Signor della Villette
- 1748 - Lettera in risposta all'anno meraviglioso
- 1750-51 - Il nuovo magazzino francesco, ovvero Biblioteca istruttiva e divertente
- 1756 - Lettere della signora Du Montier alla marchesa di ***, sua figlia in cui si trovano le lezioni più affinate e i consigli più delicati... che servano da regola nel matrimonio
- 1756 - Magazzino dei bambini, ovvero Dialoghi di una saggia governante con i suoi allievi più distinti, nei quali si fa pensare, parlare e agire i giovani secondo genio, temperamento e inclinazioni di ciascuno... dove si fa un compendio delle storie sacre, delle fiabe, della geografia eccetera, il tutto riempito di riflessioni utili e di racconti morali (Londra)
- 1760 - Magazzino degli adolescenti, ovvero Dialoghi di una saggia governante con i suoi allievi più distinti
- 1761 - Principî delle storie sacre, posti come domande e risposte, per l'istruzione della gioventù
- 1764 - Istruzioni per le giovani signore che entrano nel mondo e si sposano, i loro doveri nel matrimonio e verso i loro figli
- 1765 - Lettere di Emerance a Lucia
- 1766 - Memorie della baronessa di Batteville, ovvero La vedova perfetta
- 1767 - La nuova Clarice, storia vera
- 1768 - Magazzino dei poveri, degli artigiani, dei domestici e della gente di campagna
- 1777 - Gli americani, ovvero La prova della religione cristiana tramite i lumi naturali
- 1772 - Educazione completa, ovvero Compendio della storia universale, misto a geografia e cronologia
- 1774 - Racconti morali
- 1779 - La devozione illuminata, o Magazzino dei devoti